# Eugenia guatemalensis
Eugenia guatemalensis es una especie de planta perteneciente a la familia de las mirtáceas. 

## Descripción
Son árboles o arbustos, que alcanza un tamaño de 3–8 m de alto; ramitas cubiertas con numerosos tricomas diminutos, pálidos o casi plateados. Hojas elípticas u elíptico-ovadas, 7–11 (–15) cm de largo y 2.6–4.8 (–6) cm de ancho, ápice largamente acuminado o acuminado, base aguda, glabrescentes en la haz, finamente cubiertas por numerosos tricomas pálidos o casi plateados en el envés. Racimos 1.5–2.5 cm de largo, flores 4–8, pedicelos 5–9 mm de largo, densamente cubiertos por tricomas café-amarillentos o café pálidos, bractéolas libres, café-pubescentes; hipanto cónico, acostillado en la antesis, pubescente; lobos del cáliz redondeados, 1.5–3 mm de largo, rojizo-pubescentes. Frutos oblongos, 15–20 mm de largo, acostillados.

## Distribución y hábitat
Es una especie poco común, que se encuentra en bosques siempreverdes, en la zona norcentral; a una altitud de 900–1500 metros; fl y fr ago–nov; desde Sinaloa a Nicaragua.

## Taxonomía
Eugenia guatemalensis fue descrita por John Donnell Smith y publicado en Botanical Gazette 23(4): 245–246. 1897.
Etimología
Eugenia: nombre genérico otorgado en honor del  Príncipe Eugenio de Saboya.
guatemalensis: epíteto geográfico que alude a su localización en Guatemala.
Sinonimia
- Eugenia laughlinii Lundell
- Eugenia patalensis Standl. & Steyerm.	[4]